# Huxfeld
Huxfeld (plattdeutsch Huxfeld) ist ein Ortsteil der Gemeinde Grasberg im Landkreis Osterholz in Niedersachsen.

## Geschichte
Huxfeld wurde im Rahmen der Moorkolonisierung des Teufelsmoores im Jahr 1789 gegründet. Im Jahr 1791 wird angegeben, dass die Zahl der Haushalte bei 22 liege. Bei der Volkszählung im Jahr 1871 wurden in 33 Häusern 239 Einwohner gezählt. Im Jahr 1910 hatte der Ort 244 Einwohner.
Der Ort wurde am 1. März 1974 im Rahmen der Gebietsreform mit anderen Orten zur Gemeinde Grasberg zusammengeschlossen.